# Paternò Calcio
Paternò Calcio, zkráceně jen Paternò je italský klub hrající v sezoně 2024/25 4. italskou fotbalovou ligu, sídlící ve městě Paternò v regionu Sicílie.

## Změny názvu klubu
- 1957/58 – 1990/91 – Polisportiva Paternò (Polisportiva Paternò)
- 1991/92 – 2000/01 – AS Paternò (Associazione Sportiva Paternò)
- 2001/02 – 2003/04 – Paternò Calcio (Paternò Calcio)
- 2004/05 – 2010/11 – ACD Paternò 2004 (Associazione Calcio Dilettantistica Paternò 2004)
- 2011/12 – ASD Paternò 2011 (Associazione Sportiva Dilettantistica Paternò 2011)
- 2012/13 – 2013/14 – PDC Normanno (Polisportiva Dilettantistica Comprensorio Normanno)
- 2014/15 – ASD Paternò 1908 (Associazione Sportiva Dilettantistica Paternò 1908)
- 2017/18 – ASD Paternò Calcio (Associazione Sportiva Dilettantistica Paternò Calcio)

## Získané trofeje

### Vyhrané domácí soutěže
- 5. italská liga (2x)

2000/01, 2019/20

## Účast v ligách
| Úroveň soutěže | Název soutěže (nynější název) | První hraná sezona | Poslední hraná sezona | celkem odehraných sezon |
| -------------- | ----------------------------- | ------------------ | --------------------- | ----------------------- |
| 3              | Serie C                       | 2002/03            | 2003/04               | 2                       |
| 4              | Serie D                       | 1962/63            | 2024/25               | 20                      |
| 5              | Eccellenza                    | 1959/60            | 2018/19               | 22                      |